# HMS Warrior (R31)
O HMS Warrior foi um porta-aviões leve da classe Colossus fabricado pelo estaleiro Harland and Wolff para a Marinha Real Britânica e que também serviu na Marinha Real Canadense como HMCS Warrior e na Armada Argentina como ARA Indenpendencia. Foi lançado em 20 de maio de 1944 e comissionado na marinha real em 2 de abril de 1945, até ser transferido para a Marinha Real do Canadá, onde foi comissionado em 14 de março de 1946 ficando ate o ano de 1948. Retornou para o Reino Unido onde foi comissionado na marinha Real em novembro de 1948 onde serviu até o ano de 1958, o almirantado britânico vendeu o porta-aviões para a Armada Argentina que o comissionou em 8 de julho de 1959 ficando em serviço até 1970. Foi vendido para desmanche no ano de 1971.